# Albert Dupontel
Albert Dupontel (* 11. ledna 1964 Saint-Germain-en-Laye) je francouzský herec, scenárista a režisér.

## Kariéra
Dupontelova kariéra začal na televizní obrazovce v roce 1988. Od té doby se objevil v několika kritikou úspěšných filmech. Prvním z nich byl v roce 1994 film Giorgino. K dalším patří Serial Lover: Vraždí z lásky z roku 1998, Herci z roku 2000, Příliš dlouhé zásnuby z roku 2004, Avida z roku 2006, Zkáza zámku Herm a Mezi nepřáteli z roku 2007 a filmy Paříž, Louise-Michel a Deux jours à tuer z roku 2008.
Sám také několik filmů režíroval, Bernie obdržel Velkou cenu na Mezinárodním filmovém festivalu fantasy filmů, film Úplně mimo byl spíše propadákem.

## Vybraná filmografie
- 1994 – Chacun pour toi
- 1994 – Giorgino
- 1996 – Falešný hrdina
- 1996 – Bernie (i jako režisér)
- 1998 – Serial Lover: Vraždí z lásky
- 1999 – Le créateur (i jako režisér)
- 2000 – Herci
- 2002 – Zvrácený
- 2002 – Monika
- 2004 – Příliš dlouhé zásnuby
- 2004 – Krvavý prachy
- 2006 – Avida
- 2006 – Úplně mimo (i jako režisér)
- 2006 – Sedadla v parteru
- 2006 – Oudette Toulemondeová
- 2007 – Zkáza zámku Herm
- 2007 – Mezi nepřáteli
- 2007 – Chrysalis
- 2008 – Paříž
- 2008 – Louise-Michel
- 2008 – Deux jours à tuer
- 2009 – Gauner (i jako režisér)
- 2013 – 9 mois ferme (i jako režisér a scenárista)
- 2016 – První, poslední
- 2017 – Na shledanou tam nahoře (i jako režisér a scenárista, César pro nejlepšího režiséra)
- 2020 – Sbohem, blbci! (herec, scenárista a režisér, César pro nejlepšího režiséra, nominace na Césara pro nejlepšího herce)